# Wenzel Bielczizky
Wenzel Bielczizky (* 24. April 1818 in Tursko; † 12. März 1865 in Salzburg) war ein österreichischer Tenor und Theaterdirektor.

## Leben und Wirken
Im Zuge des Schulbesuchs nahm er eine Gesangsausbildung als Sängerknabe in Prag auf. Ab 1836 war er Mitglied des Chores des Theaters in Prag und trat später auf verschiedenen Bühnen in Österreich als Tenor auf, darunter in Agram, Laibach und an der Hofoper in Wien.
Nach einem Gastspiel am Königlichen Hoftheater in Dresden 1841, blieb er bis 1847 im Königreich Sachsen. Hier wirkte er an der Uraufführung des Fliegenden Holländers mit.
Nachdem er kurzzeitig am Theater an der Wien beschäftigt war, übernahm er von 1848 bis 1850 als Direktor das Theater in Salzburg.